# Bronisław Obfidowicz
Bronisław Obfidowicz herbu Podkowa (ur. 26 lipca 1862 w Krakowie, zm. 9 grudnia 1919 w Drohobyczu) – polski lekarz chirurg, doktora wszech nauk lekarskich, lekarz sztabowy C. K. Armii, podpułkownik lekarz Wojska Polskiego, hodowca zwierząt.

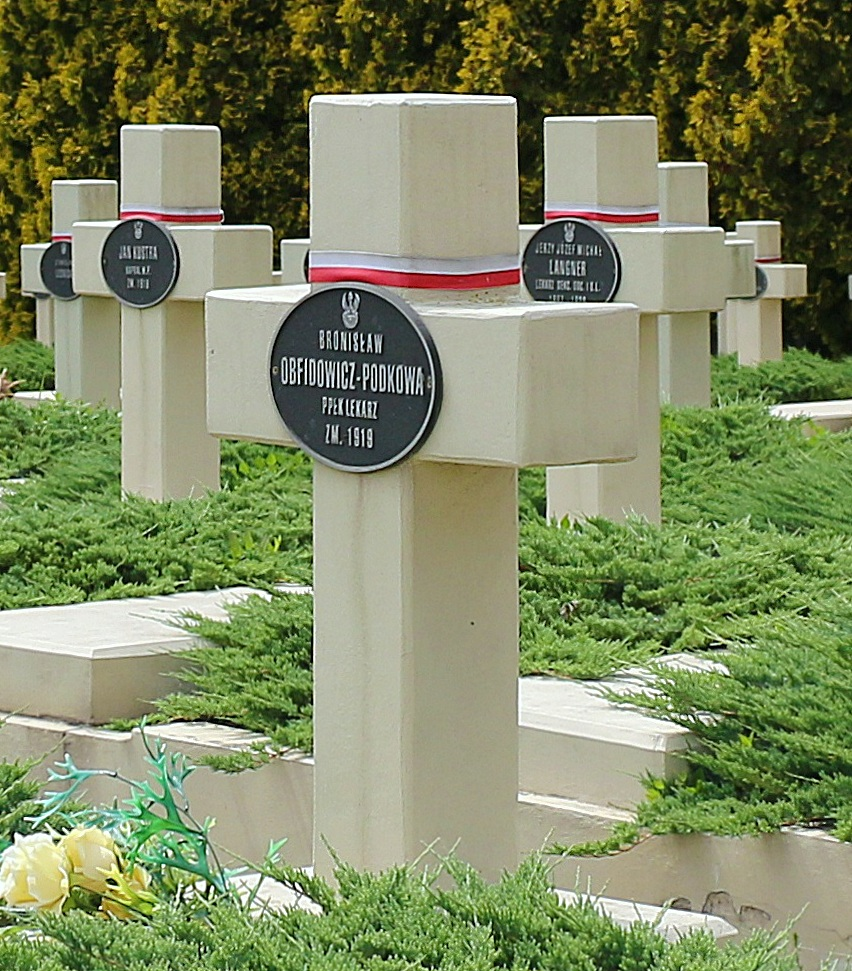
Nagrobek ppłk. dr. Bronisława Obfidowicza na Cmentarzu Obrońców Lwowa

## Życiorys
Urodził się 26 lipca 1862 w Krakowie. W 1882 zdał egzamin dojrzałości w tamtejszym C. K. Gimnazjum św. Jacka. Ukończył studia medycyny, po czym 17 lutego 1889 w Collegium Medicum Uniwersytetu Jagiellońskiego uzyskał stopień doktora wszech nauk lekarskich. Specjalizował się w chirurgii. Publikował w piśmie fachowym „Nowiny Lekarskie”.
W C. K. Armii został mianowany nadlekarzem (Oberarzt) od 1 czerwca 1889. W tej funkcji od końca lat 80. służył w 38 pułku piechoty w Budapeszcie. Następnie został awansowany na stopień lekarza pułkowego II klasy (Regiments-Arzt zweiter Classe) od 1 listopada 1892. Od tego czasu służył w 15 pułku piechoty w Tarnopolu. Od około 1895 był lekarzem w 8 pułku ułanów w Stanisławowie. W maju 1895 został mianowany lekarzem pułkowym I klasy od 1 listopada 1892 przy 8 pułku ułanów. Wkrótce potem został lekarzem 10 pułku piechoty w Jarosławiu i służył tam w drugiej połowie lat 90. XIX wieku. W początkowych latach XIX wieku był lekarzem 45 pułku piechoty z Przemyśla i służył wówczas w Sanoku, gdzie stacjonował III batalion tej jednostki. Został awansowany na stopień lekarza sztabowego (Stabsarzt) od 1 listopada 1906 i objął stanowisko szefa lekarzy garnizonu (Garnchefarzt) w Tarnopolu, które pełnił w kolejnych latach. W 1913 został przeniesiony w stan spoczynku
W 1905 jako lekarz z Sanoka był sygnatariuszem odezwy lekarzy polskich o charakterze antyalkoholowym. Prywatnie zajmował się hodowlą zwierząt. Zasiadł w komitecie wystawy drobiu w Jarosławiu w 1899 i podczas niej otrzymał dyplom honorowy za polskie gołębie olbrzymie oraz medal srebrny za rysie i śląskie gołębie. W 1899 jako pierwszy wyszukał i opisał rasę dawnych kur polskich pod nazwą zielononóżka kuropatwiana (tzw. „polska zielononóżka”) w czasopiśmie „Hodowca Drobiu” w 1899 roku (w większości współczesnych publikacji podano datę 1879)), wspomagając tym samym starania C. K. Towarzystwa Rolniczego z Krakowa ukierunkowane na odnalezienie jednolitego typu kury krajowej. Na początku XX wieku, jako członek Galicyjskiego Towarzystwa Chowu Drobiu i Królików hodował kaczki Peking i kury włoskie kuropatwie i minorki czarne. Na łamach „Hodowcy Drobiu” w 1904 opublikował artykuł pt. Polskie gołębie rasowe i ich chów (przebywał wówczas w Krakowie); opisał w nim m.in. gatunek srebrniaka polskiego. Publikował we lwowskim piśmie „Przewodnik Kółek Rolniczych”, wydawanym przez Zarząd Główny Towarzystwa Kółek Rolniczych i był członkiem wydziału I Galicyjskiego Towarzystwa Chowu Drobiu i Królików (później I Galicyjskie Towarzystwo Chowu Drobiu, Gołębi i Królików). Wspólnie z Władysławem Dukietem był inicjatorem założenia 11 stycznia 1903 w Sanoku pierwszej filii lwowskiego Towarzystwa Chowu Drobiu, Gołębi i Królików oraz został jego członkiem. Otrzymał tytuł członka honorowego Towarzystwa Chowu Drobiu, Gołębi i Królików. Był inicjatorem połączenia wystawy ogrodniczo-pszczelniczej w Sanoku z wystawą tamtejszego oddziału Towarzystwa Chowu Drobiu i Królików na przełomie września i października 1904.  16 kwietnia 1905 został wydziałowym Towarzystwa Pszczelniczo-Ogrodniczego w Sanoku. Służąc w Tarnopolu w 1908 był członkiem jury podczas wystawy drobiu. W 1912 nadal przebywając w tym mieście pozostawał członkiem wspierającym Towarzystwo Kółek Rolniczych we Lwowie. W tym czasie był członkiem oddziału lwowskiego C. K. Galicyjskiego Towarzystwa Gospodarskiego.
Po wybuchu I wojny światowej od 15 lipca 1914 przebywał w Grazu przy Elisabethstrasse 2/4. Był autorem artykułów i korespondencji publikowanych na łamach tygodnika „Rodak”, organu prasowego Centralnego Komitetu Opieki Moralnej dla wychodźców z Galicyi (CKOM), wydawanego od 20 lutego do 11 września 1915. W 1916 ukazał się jego artykuł pt. Polskie kury w piśmie „Ziemianin”.
Po odzyskaniu przez Polskę niepodległości został zatwierdzony w stopniu podpułkownika lekarza Wojska Polskiego. Zmarł w Drohobyczu 9 grudnia 1919. Został pochowany na Cmentarzu Obrońców Lwowa (kwatera V, miejsce 265). Był żonaty. Jego żoną była Antonina z domu Tapkowska, z którą miał syna Karola Bronisława Obfidowicza (ur. 1900 w Jarosławiu, prawnik, podporucznik Wojska Polskiego, ofiara zbrodni katyńskiej w Katyniu; według innego źródła zmarły w obozie jeńców wojennych w 1940).

## Odznaczenia
austro-węgierskie
- Brązowy Medal Jubileuszowy Pamiątkowy dla Sił Zbrojnych i Żandarmerii (ok. 1899)[74].
- Krzyż Jubileuszowy Wojskowy (ok. 1908)[35]